# Mistrzostwa Świata Strongman 1986
Mistrzostwa Świata Strongman 1986 – doroczne, indywidualne zawody siłaczy.
WYNIKI ZAWODÓW:

Data: 1986 r.

Miejsce: Nicea  Francja
| Miejsce | Zawodnik             | Kraj              | Punkty            |
| ------- | -------------------- | ----------------- | ----------------- |
| 1.      | Jón Páll Sigmarsson  | Islandia          | 59                |
| 2.      | Geoff Capes          | Anglia            | 55                |
| 3.      | Ab Wolders           | Holandia          | 37,5              |
| 4.      | Dusko Markovic       | Kanada            | 34                |
| 5.      | Jean-Pierre Brulois  | Francja           | 31,5              |
| 6.      | Klaus Wallas         | Austria           | 22                |
| 7.      | Ilkka Nummisto       | Finlandia         | 19 (kontuzjowany) |
| 8.      | Rick "Grizzly" Brown | Stany Zjednoczone | 14                |